# Korn
Pour les articles homonymes, voir Korn (homonymie).
Korn, stylisé KoЯn, est un groupe de nu metal américain, originaire de Bakersfield, en Californie,,. En 2017, le groupe se compose de Brian « Head » Welch et James « Munky » Shaffer à la guitare, de Reginald « Fieldy » Arvizu à la basse, de Jonathan Davis au chant et Ray Luzier à la batterie.
Korn est formé en 1992, à l'origine par trois membres de L.A.P.D (en). Le groupe sort sa première démo Neidermeyer's Mind, en 1993. Leur premier album Korn sort en octobre 1994. Le groupe commence à enregistrer Life is Peachy en avril 1996, et fait paraître Follow the Leader qui permet à Korn de percer dans le grand public, il prend la tête du Billboard 200 avec l'album Issues, en novembre 1999. Le groupe fait paraître Untouchables en juin 2002 et Take a Look in the Mirror en novembre 2003.
Leur première compilation Greatest Hits Vol.1 paraît en octobre 2004, et le contrat chez Epic Records et Immortal Records prend fin. Puis, Korn signe chez Virgin Records et sort See You on the Other Side en décembre 2005, et en juillet 2007 leur huitième album sans titre. Korn III: Remember Who You Are et The Path of Totality sortent via Roadrunner Records, respectivement en juillet 2010 et décembre 2011.
En 2010, Korn recense un total de 19 millions d'albums vendus aux États-Unis selon Nielsen SoundScan, et environ 50 millions dans le monde. Onze des albums du groupe culminent dans le top 10 du Billboard 200, dont huit ont pris la tête. Huit albums sont certifiés platine ou multi-platine par la RIAA, et sont certifiés or. Korn sort six supports vidéo et trente-neuf clips. Ils recensent actuellement quarante-et-un singles. Korn remporte deux Grammy Awards sur sept nominations pour Freak on a Leash et Here to Stay,. En 2013 sort The Paradigm Shift, ce qui marque le retour de Brian « Head » Welch dans le groupe. L'album sort chez Caroline Records. En 2016, Korn retourne chez Roadrunner Records pour son 12e album, intitulé The Serenity of Suffering qui inclut notamment une collaboration avec Corey Taylor de Slipknot sur A Different World. Après trente ans de carrière, le groupe reste prolifique : Korn sort en septembre 2019 son 13e album, The Nothing, puis son 14e en 2022, Requiem et travaille sur un nouvel album depuis 2024.

## Biographie

### Débuts (1989-1993)

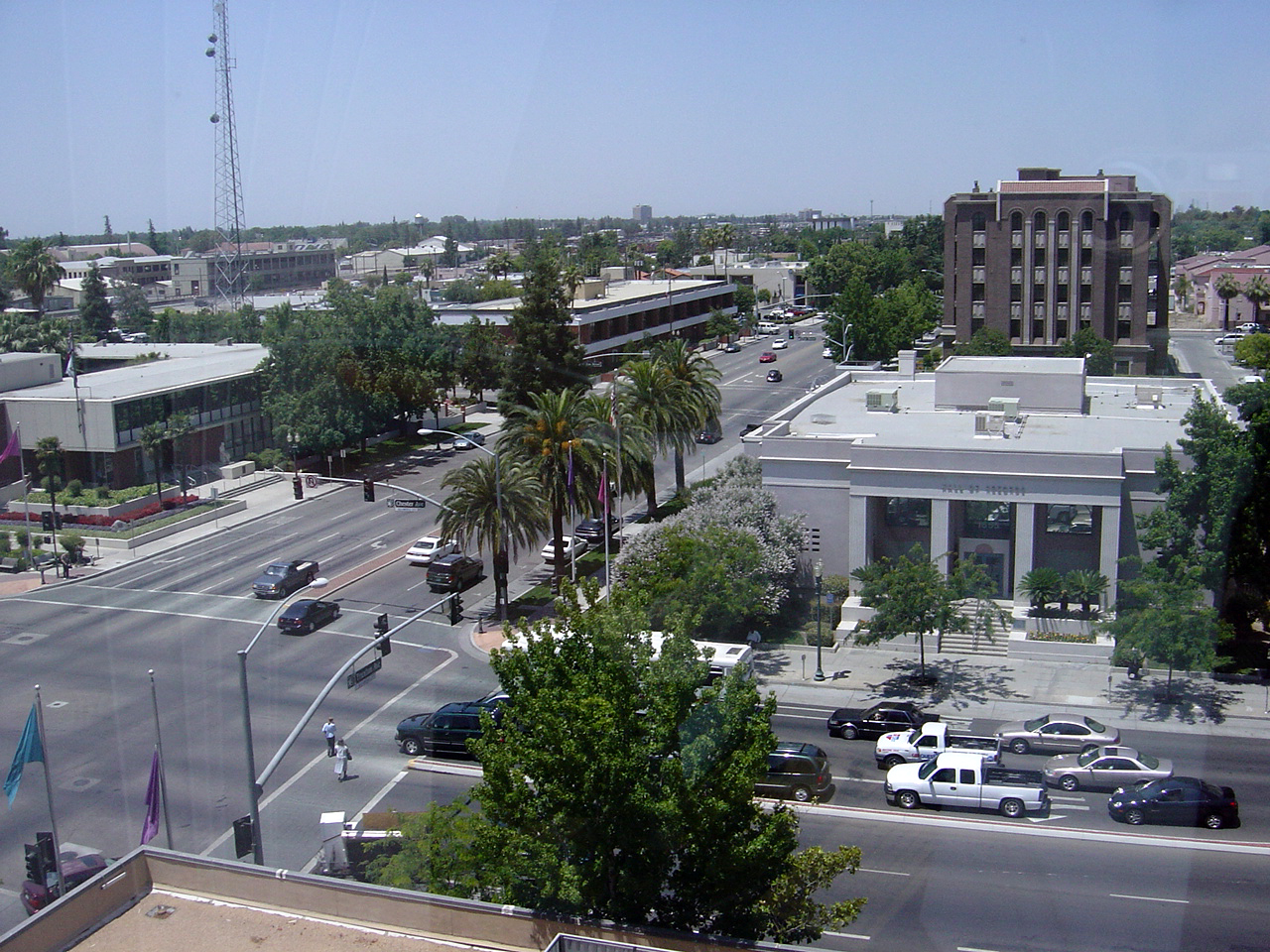
Centre-ville de Bakersfield (Californie), où le groupe fait ses débuts.

Korn est officiellement formé en 1989. Avant la formation du groupe, était en partie issu du groupe LAPD composé de Munky, Fieldy, David et Richard Morales au chant. Ils jouaient sur des petites scènes autour de Los Angeles, jusqu'en 1989, année à laquelle ils sortent leur premier single, Love and Peace, sur le label TripleX Records. En 1991, ils sortent leur premier album, Who's Laughin' Now ? LAPD est donc sur le déclin. Les musiciens décident de prendre Brian « Head » Welch dans leurs rangs pour former Creep. Munky et lui se connaissaient depuis le collège mais LAPD avait jusqu'ici refusé de prendre un second guitariste. Le groupe reste toujours sans chanteur.
Un soir de début 1992, Munky et Head assistent à un concert de Sex Art dans un club de Barkersfield. On ne connaît qu'une seule chanson de ce groupe, Inside, sortie sur une compilation regroupant quelques groupes de Bakersfield, Cultivation '92. Jonathan Davis se fait entendre. « Nous sommes restés bouche bée » déclara Munky. Creep propose donc à Jonathan de faire un essai. Jonathan n'est cependant pas très emballé mais décide de faire l'essai tout de même. Plus tard, pour l'audition, Creep joue Alive, musique déjà composée par le quatuor. « Et il s'est mis à improviser sur notre musique » déclare Munky. « On s'est regardés et on a tout de suite su qu'il était parfait »[réf. nécessaire]. Finalement, Jonathan Davis intègre le groupe. Petite anecdote à l'histoire, Fieldy et Jonathan se connaissaient, leurs pères jouaient dans le même groupe. Dans leur jeunesse, Fieldy était d'ailleurs assez méchant avec Jonathan : « il me piquait mes t-shirts » déclare plus tard Davis. La mère de Munky travaillait dans une usine de chaussures et son père était professeur dans une école renommée en aéronautique et espace[réf. nécessaire]. En 1993, c’est la rencontre avec Ross Robinson, jeune producteur, ancien guitariste, assistant ingénieur son sur les albums de Machine Head et Fear Factory. Il s'associe au groupe et produit leur première véritable démo : Niedereyer's Mind. Elle comporte les désormais célèbres Blind, Daddy, Predictable et Alive. La démo est envoyée à plusieurs labels. La filiale de Sony, Immortal Records, est intéressée. Sous la houlette de Ross Robinson, Korn travaille alors sur son premier album, à l'Indigo Ranche Studio de Malibu.

### DeKornàFollow the Leader(1994-1998)
Korn signe un des tout premiers albums de néo metal, genre qui se popularisera quelques années plus tard, en raison de l'utilisation de la basse à cinq cordes de Fieldy et des guitares sept cordes des guitaristes Head et Munky. L'album est certifié double disque de platine. Ce premier album n’explose pas dans les charts mais se vend régulièrement et devient disque d’or, le groupe accumule alors les premières parties prestigieuses comme Megadeth et Marilyn Manson.
En 1996, le groupe revient avec un album toujours dans la même lignée : Life Is Peachy. Cet album connaît un succès bien plus retentissant et entre en 3e position dans les charts américain, porté notamment par le single A.D.I.D.A.S. En 1998, les cinq de Bakersfield enregistrent leur plus gros succès commercial : Follow the Leader, la musique a ici énormément évolué, mélangeant rap et métal, ce qui décevra les fans. Pour cet album Korn fait appel à de nombreux invités tels qu'Ice Cube. L’album explose dans les charts. Le groupe commence alors une tournée (qui deviendra annuelle) The Family Values Tour avec à l’affiche des groupes comme Rammstein, Orgy. Des tensions naîtront dans le groupe à cette époque et Davis faillit quitter le groupe.

### Issues(1999–2001)
Le quatrième album du groupe, intitulé Issues, produit par Brendan O'Brien est commercialisé le 16 novembre 1999, présentant une couverture créée par Alfredo Carlos, qui a gagné un concours sur MTV. Issues débute à la première place du Billboard 200 avec plus de 573 000 exemplaires vendus, précédent le second album de Dr. Dre, intitulé 2001.
Pour célébrer la parution de l'album, participe à une performance au Apollo Theater de New-York, notamment. Cette performance marque la première performance d'un groupe rock depuis Buddy Holly à la fin des années 1950. Plus tôt cette année, Korn apparaît dans un épisode de South Park, intitulé Korn et le mystère mystérieux des pirates fantômes, dans lequel le premier single de l'album Issues, Falling Away from Me, est présenté pour la première fois,. Le single devient la première entrée de Korn au Billboard Hot 100, atteignant la 99e place. Make Me Bad est le second single de l'album paru en 2000, à la quatorzième place du Bubbling Under Hot 100. Un troisième single, Somebody Someone, suit avec un succès modéré. Les vidéoclips des trois singles ont suivi, dont un réalisé par Fred Durst, Falling Away from Me, et de Martin Weisz qui a réalisé le concept du vidéoclip Make Me Bad.

### DeUntouchablesà l'album sans titre (2001-2009)
En juillet 1999, lors de la 3e édition du Woodstock festival à New York, le groupe dévoile quelques titres de leur prochain album Issues, produit et mixé par Brendan O'Brian. Un concours est alors lancé pour le design de la pochette et c'est un certain Alfredo Carlos qui le remporte avec la fameuse pochette de la peluche éventrée s'installant parfaitement dans le style artistique de Korn. Pour cet album, sortant en novembre 1999, Korn remet les compteurs à zéro, le style garde un côté sombre mais la voix de Jonathan enrichit sa palette et la musique joue de plus en plus sur le calme et le violent. Le groupe prend alors une pause.
Le groupe rentre en studio à l’automne 2000. C'est seulement au début de l'année 2002 que le nom de l'album est annoncé : Untouchables. Munky se serait même fait pirater son ordinateur personnel et 14 titres de l'album (en demo version) seront ainsi disponibles sur le net quelque trois mois avant la sortie annoncée. L'album quant à lui rencontre un bon accueil de la part du public. En 2002, l'actrice et chanteuse Brigitte Nielsen et l'acteur Udo Kier apparaissent dans le clip du groupe Make Me Bad.
Novembre 2003, Korn sort son nouvel opus : Take a Look in the Mirror, certifié disque de platine un mois plus tard[réf. nécessaire]. Moins complexe et plus direct, cet album produit par le groupe lui-même marque un retour aux sources; il sera le dernier avec les membres originels. Enfin, après six albums, Korn achève son contrat avec Epic/Sony Music le 5 octobre 2004 avec la sortie du premier volume de leur Greatest. Head décide de quitter le groupe en 2005, après s'être converti au christianisme. Cela n'entache aucunement la motivation du groupe qui enregistre See You on the Other Side; encore une fois, Korn prend les fans à contre-pied en proposant des morceaux très mélodiques, et l’apparition de passages électro / pop. David Silveria a annoncé en décembre 2006 vouloir faire une pause, afin de retourner à d'autres occupations. Déjà absent lors du MTV Unplugged enregistré en fin d'année et sorti après le l’album Live and Rare (album de Korn), il n'apparaîtra pas non plus sur le huitième album studio, l'album sans titre sorti le 31 juillet 2007. La batterie sera assurée par Terry Bozzio. Le batteur du groupe Slipknot, Joey Jordison., le remplace pendant la tournée 2007. En juin et juillet 2006, le chanteur Jonathan Davis a été hospitalisé dans une clinique londonienne pour une infection du sang sans doute due à une allergie (purpura thrombocytopénique idiopathique)[réf. nécessaire]. Sa fatigue lors de la tournée le contraint à prendre du repos et à annuler plusieurs dates, dont leur date au Hellfest.

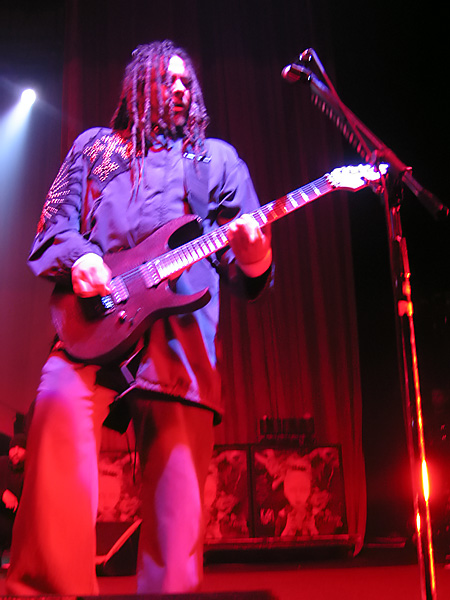
James Munky Shaffer, le guitariste.

Après cette première annulation, le groupe a été réinvité pour le Hellfest 2007 où ils figuraient une nouvelle fois en tête d'affiche. À cause d'un temps très mauvais et de problèmes d'organisation concernant les protections mises à disposition pour protéger leur matériel de la pluie, ils ont annulé leur concert et sont partis en milieu d'après-midi. La foule ne fut prévenue qu'à l'heure supposée de leur entrée en scène. L'organisation a porté plainte car le groupe serait parti juste après avoir empoché son cachet, qui a été rendu par décision de justice quelque temps après[réf. nécessaire]. Ce qui est sûr, c'est que lors de l'annonce faite par les organisateurs, un mot du chanteur a été lu à la foule : « Au nom de Korn, j'aimerais faire mes excuses aux fans français qui sont venus au Hellfest aujourd'hui (vendredi 22 juin) et qui n'ont pas pu nous voir jouer. En raison d'une très mauvaise météo et d'un promoteur négligent qui ne pouvait pas nous fournir de protection adéquate pour notre équipement, on nous a conseillé d'annuler le show pour éviter que le groupe ne se fasse électrocuter. (...) Ce show était spécialement important pour nous car ma maladie nous avait empêchés de jouer l'année dernière. Je suis sincèrement déçu. » À la suite de cet incident, l'image du groupe en France s'est trouvée fortement ternie (alors que tous les autres groupes avaient joué dans les mêmes conditions climatiques)[réf. nécessaire]. Munky décide de ne pas participer à la tournée européenne 2008. Sur scène, on retrouve au poste de guitariste Shane Gibson et Rob Patterson. Ray Luzier, qui était percussionniste depuis le See You on the Other Side Tour, devient batteur du groupe pour la tournée de l'Album sans titre. Les 2 autres musiciens additionnels sont Kalen Chase aux percussions ainsi qu'aux voix arrières et Zac Baird aux claviers. Ce dernier a participé à l'enregistrement de l'Album sans titre. Munky annoncera finalement son retour sur la tournée européenne en février 2008.

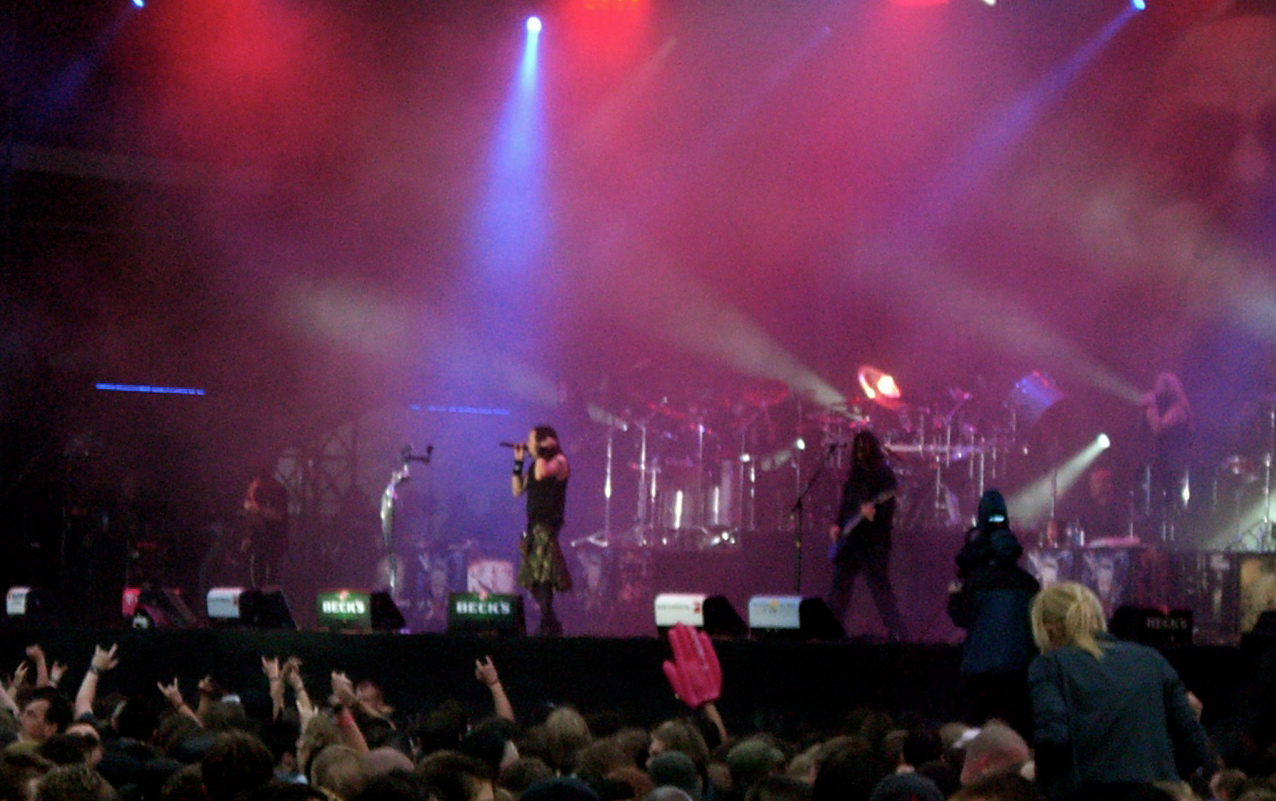
Korn au Rock im Park 2007.

Une rumeur court selon laquelle Korn se reformerait avec les membres originels. Le nouveau Myspace de « Head » le montre avec un nouveau look, le look qu’il avait durant Korn (notamment ses dreadlocks). On peut aussi voir en haut de la liste de ses amis le Myspace de Korn. Lors d'une récente interview de Fieldy, celui-ci a annoncé que Korn travaillait actuellement sur un 9e album studio. Il a aussi précisé que cet album serait un lourd retour aux sources pour Korn. Aucune nouvelle cependant sur l'éventuel retour de Head au sein de Korn. Actuellement[Quand ?], Jonathan Davis s'occupe d'un projet solo, un style de musique différent de celle de Korn. Il a aussi annoncé que le groupe prenait une pause pour au minimum un an. Il a récemment remixé le hit de Lil Wayne et T-Pain, "Got Money" avec la collaboration de Jim Root.
Korn a enregistré une reprise de Kidnap the Sandy Claws sur le CD Nigthmare Revisited disponible aux États-Unis. Korn est programmé au festival Rock Am Ring se déroulant du 5 au 7 juin 2009, sur le mythique Nürburgring. Le 30 mars 2010, Korn signe dans l'illustre label métal américain Roadrunner Records (Slipknot, Stone Sour, Nickelback, Dream Theater) et entre en studio pour écrire le neuvième album. Produit par Ross Robinson, le groupe annonce que cet album, intitulé Korn III: Remember Who You Are, sera un retour aux sources. Une démo circule. Elle s'appelle My Time. Le premier clip du nouvel album du groupe s'intitule Oildale (Leave Me Alone), il est sorti le 31 mai 2010.

### DeKorn III: Remember Who You AreàThe Path of Totality(2010-2012)

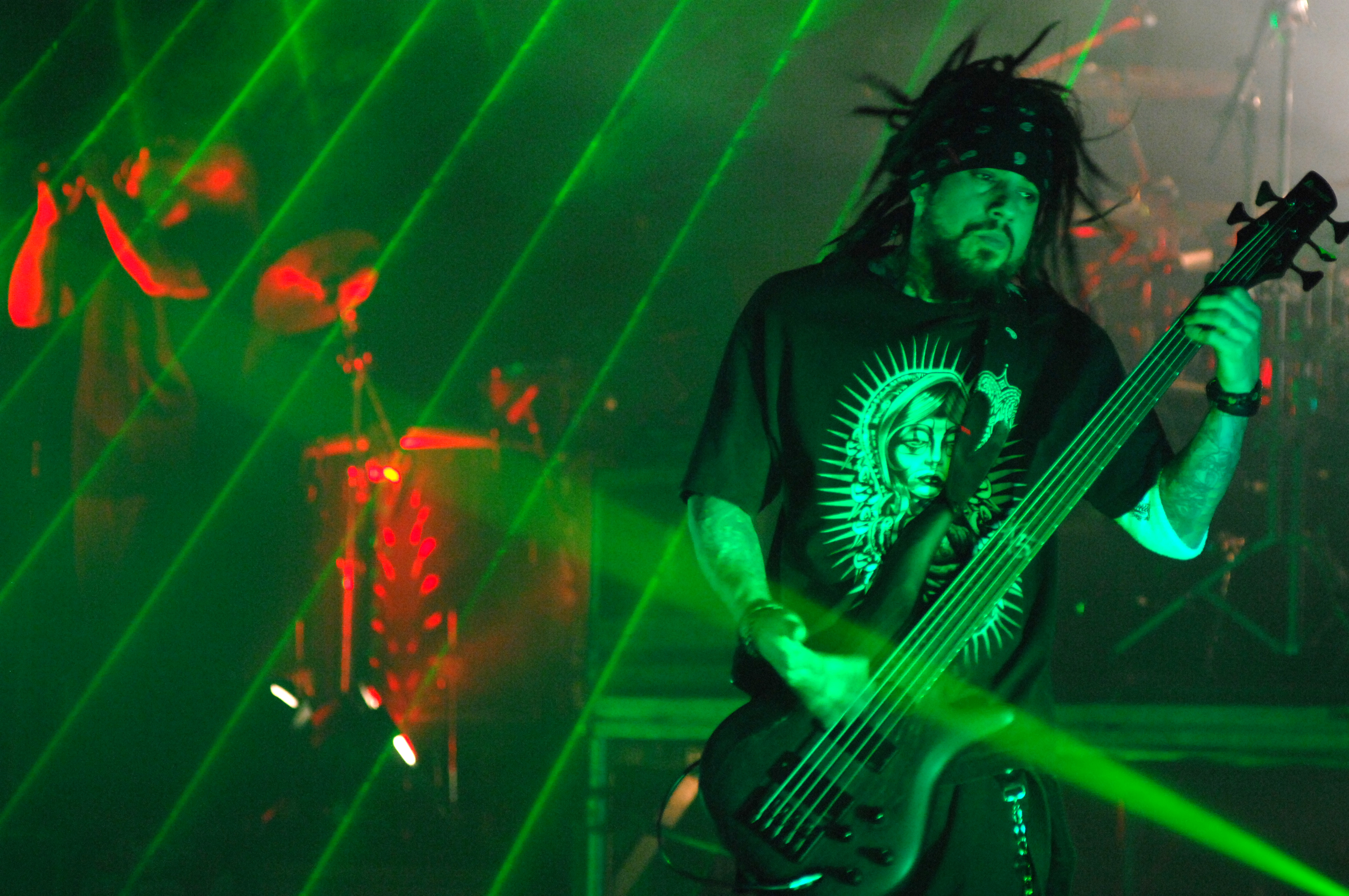
Reginald Fieldy Arvizu, le bassiste.

Leur nouvel album intitulé Korn III: Remember Who You Are sort le 12 juillet 2010 et marque un large retour aux sources pour le groupe, à tel point que l'on peut voir Jonathan Davis de nouveau en jogging et survêtement Adidas dans le premier clip de cet album (Oildale (Leave Me Alone)) ainsi qu'en concert, style vestimentaire qu'il a abandonné à la sortie de leur album Follow The Leader. L'album marque également l'arrivée de Ray Luzier à la batterie, mais les rumeurs affirmant que Brian « Head » Welch reviendrait pour cet album sont fausses, ce dernier ne faisant pas partie de la formation pour l'enregistrement de l'album.
Munky annonce que le groupe travaille sur un nouvel opus aux influences des débuts de Soundgarden prévu pour 2011 ou 2012. Le groupe sort un featuring avec Skrillex Get Up !. Le groupe annonce qu'il sort un EP aux sons dubstep qui est finalement retardé puis annulé pour être remplacé par un album entier, qui contiendra la chanson Get Up !. Celui-ci se nomme The Path of Totality et sort le 6 décembre 2011 sous le label métal Roadrunner Records.

### The Paradigm ShiftetThe Serenity of Suffering(2013-2016)

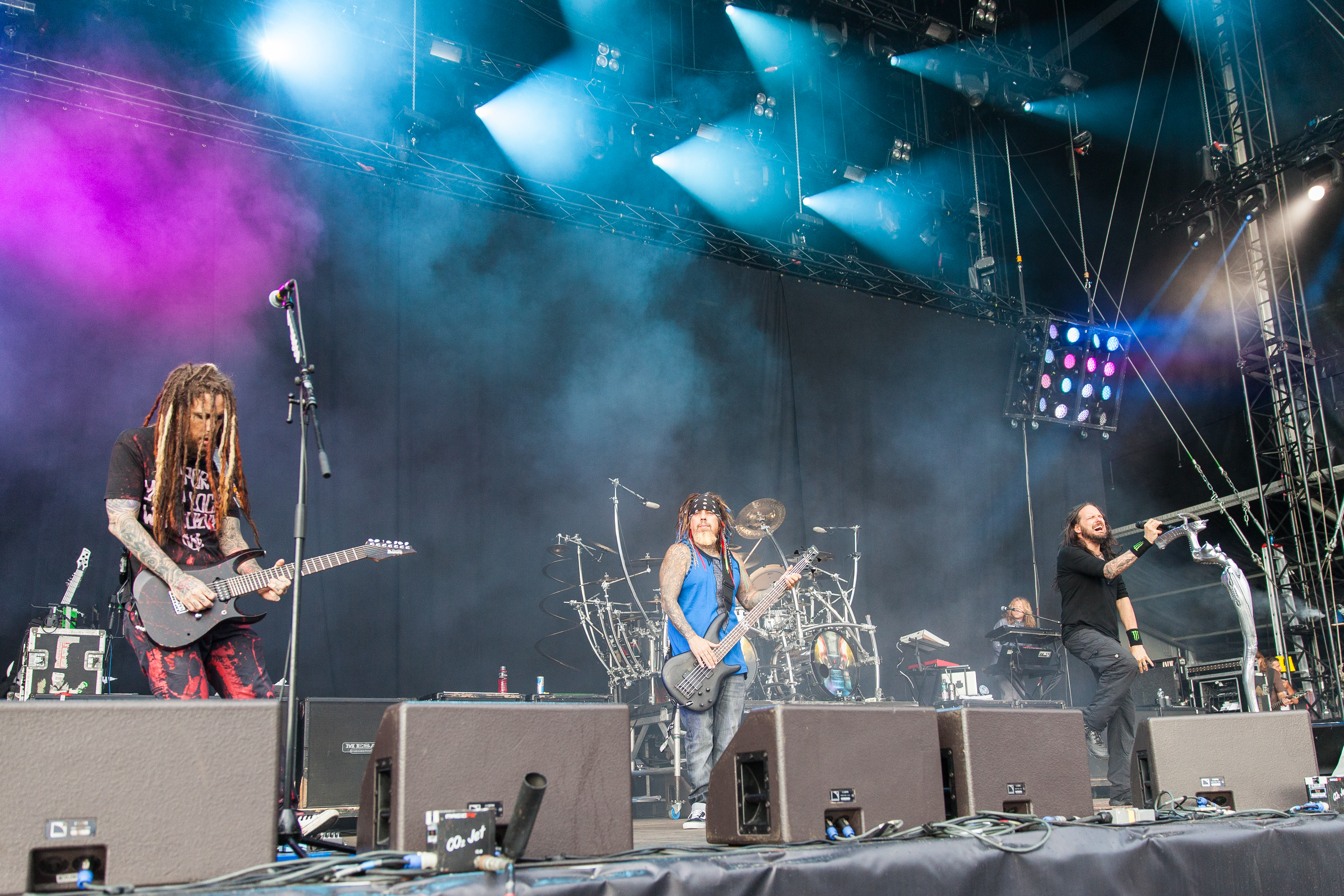
Korn sur scène au Rock 'n' Heim Rock Festival en août 2014.

Head rejoua avec Korn en 2012. Il ne joua qu'une chanson, Blind, lors de cet évènement, mais son retour à temps plein au sein groupe n'est pas encore évoqué. Pour deux dates au festival Rock am Ring 2013, Head jouera deux concerts entiers avec le groupe. Le groupe est en même temps en train d'enregistrer leur 11e album, The Paradigm Shift . Cet album ne sera pas un virage à 180° comme The Path of Totality, mais une sorte de retour aux sources des albums Issues et Untouchables qui sera produit par Don Gilmore et l'un des albums les plus attendus des fans. Le 12 février 2013, le groupe quitte Roadrunner Records pour le label Prospect Park Records.
Head rejoint à nouveau le groupe le 2 mai 2013, confirmé par un message relayé sur le Facebook et Twitter de ce dernier. Il est à nouveau présent sur scène avec le groupe pour la première fois le 8 juin 2013 au festival Sonisphere dans l'est de la France.
Le 9 mai 2013, Munky annonce dans une interview avec Artist Direct que le groupe a écrit 25 chansons complètes et 15 d'entre eux seraient mis sur l'album. Le 18 mai 2013, à une nouvelle entrevue avec KornRow, Munky et Head ont révélé un grand nombre de titres de chansons ; parmi eux étaient Love and Meth, Never Never, Pray For Me, et Victimized. Head dit aussi soit Love and Meth ou Pray For Me sera premier single de l'album. Le 1er juin 2013, Caroline Records ajoute à sa liste Korn, confirmant que le groupe a signé un contrat avec le label, ils sont en partenariat avec la gestion Prospect Park. Le single Never Never sort le 12 août 2013, un single de rock électronique. Le 2e single Love and Meth peut s'écouter le 5 septembre 2013. Le nouvel album s'appelle The Paradigm Shift et sort le 8 octobre aux États-Unis et en France le 7 octobre. L’album mélange du vieux Korn avec de nouvelles mélodies, de nouvelles paroles et de nouveaux chœurs.
Leur douzième album, The Serenity of Suffering, est sorti le 21 octobre 2016, chez Roadrunner Records . Le 14 juillet 2016, le guitariste James « Munky » Shaffer révèle au magazine Metal Hammer la participation de Corey Taylor de Slipknot/Stone Sour sur le nouvel album. Il révèle également que la production de l'album sera effectuée par Nick Raskulinecz. Le 16 juillet 2016, Korn joue une nouvelle chanson, Rotting in Vain, au Chicago Open Air Festival.
L'album sort avec 11 titres et se veut beaucoup plus lourd que les précédents, il rappelle un peu Untouchables avec pas mal de clips produits dont : Insane, Rotting In Vain, Black Is The Soul, A Different World et Take Me.
Une version deluxe sort avec deux autres titres : Baby et Calling Me Too Soon.

### The Nothing(2019)
Le 13 septembre 2019 paraît The Nothing, le treizième album du groupe, composé de treize morceaux. L'album parle surtout de la perte de la femme de Jonathan Davis, Deven en 2018, et de la perte de sa mère, mais aussi de la peur de ne jamais s'en sortir, de ses addictions et de ses démons, il en ressort un album aussi marquant que Issues que Jonathan à vécu comme une thérapie personnelle.
Alors que le groupe a travaillé sur une tournée pour cet album, celle-ci se retrouve annulée dans le contexte de la pandémie de Covid-19.

### Requiem(depuis 2022)
Le groupe utilise les confinements liés à la pandémie pour se lancer dans l'écriture de leur 14e album. Le 10 novembre 2021 sort le clip vidéo du titre Start The Healing, extrait du nouvel album intitulé Requiem.  Reginald "Fieldy" Arvizu est absent lors de la création de l'album bien que ses lignes de basses aient été utilisées à la création, l'album sort finalement le 4 février 2022.
Le 3 février 2023, une édition de luxe intitulée Requiem Mass est sortie et comprend cinq morceaux live enregistrés lors du concert de sortie de l'album en 2022 à l'église méthodiste unie d'Hollywood
En 2024, le groupe confirme travailler sur un nouvel album dont la production est toujours en cours.

## Style musical et influence

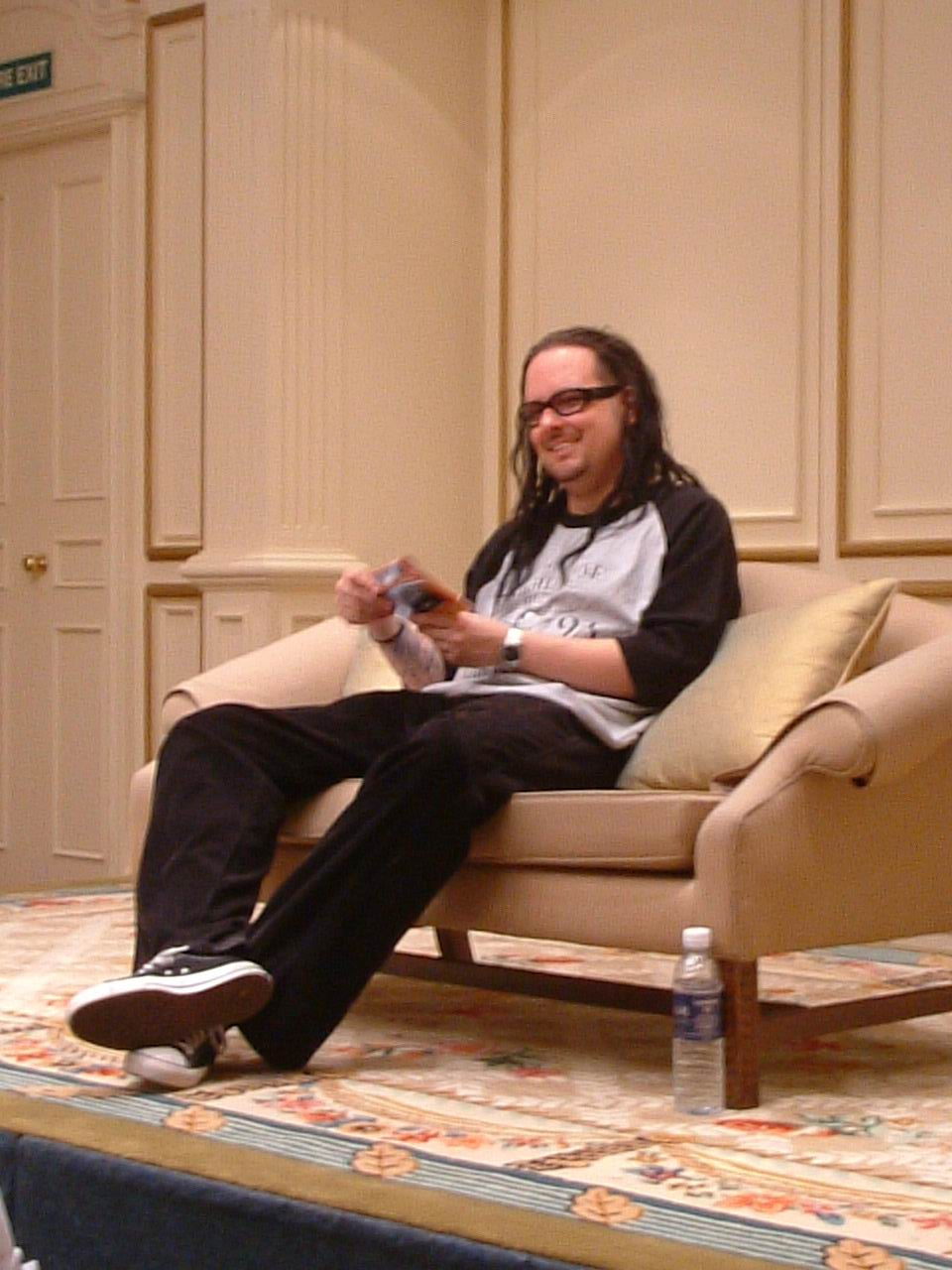
Jonathan Davis.

Les membres du groupe sont influencés par Metallica, Nirvana, Led Zeppelin, Alice in Chains, Sepultura, Faith No More, Red Hot Chili Peppers, Soundgarden, Duran Duran, Fear Factory, Cathedral, Living Color, Helmet, Rage Against the Machine, Slayer, Pink Floyd, Primus, Tool, Ministry, Mr. Bungle, Biohazard, Nine Inch Nails, Pantera, Beastie Boys, Black Sabbath, N.W.A., Anthrax, et Jane's Addiction,,. Une grande partie de leur travail a été inspirée par le hip-hop comme les chansons Wicked et All in the Family,,.
Le groupe fait partie de la New Wave of American Heavy Metal (nouvelle vague de heavy metal américain). Le groupe est également qualifié de heavy metal, de metal alternatif, de rock alternatif, de post-grunge, de hard rock, de rap metal, de funk metal, de groove metal et de metal industriel,,,,,,. Le premier album mélange metal, rock, rap, groove et dissonance. Leurs paroles se concentrent principalement sur la douleur et les problèmes personnels plutôt que sur les thèmes traditionnels du metal.
Les paroles du groupe se basent sur la vie personnelle de Jonathan Davis, car son enfance a été très tourmentée : il sera violé très jeune[réf. nécessaire] et lorsqu'il en parlera à ses parents ils ne le croiront pas, car ils pensaient que « ce genre de choses ne pouvaient pas arriver à leur fils »[réf. nécessaire] (contrairement à ce que l'on dit la chanson Daddy de l'album Korn n'y fait pas référence, elle a été écrite par un membre d'un ancien groupe de Jonathan Davis ). Puis ses parents divorcent et son père se remarie avec une femme qui le haïssait. Dans la chanson intitulée Kill You de l'album Life Is Peachy, Jonathan Davis parle de cette femme, il dit que la nuit il rêvait qu'il la tuait. Le nouveau compagnon de sa mère, catholique intégriste, le frappe[réf. nécessaire]. La chanson nommée Falling Away From Me de l'album Issues fait référence à cet homme. Au collège, il s'habillait parfois presque en fille parce que son idole était Alice Cooper et qu'il était fan de new wave[réf. nécessaire]. Plusieurs chansons de KoRn font référence à cette époque et à ces rejets comme Faget du premier album ou Thoughtless d'Untouchables, par ailleurs le tatouage de Jonathan Davis sur son épaule, HIV, est le nom anglais du virus du Sida, référence aux anciennes insultes qu'on lui a portées. Il devient ensuite assistant médecin-légiste à la morgue. Plusieurs chansons y font également référence, comme Pretty de l'album Follow The Leader ou Trash, de l'album Issues ou A.D.I.D.A.S de l'album Life Is Peachy.
Le groupe a influencé Adema, Limp Bizkit, Linkin Park, Slipknot, Evanescence, P.O.D., Staind, System of a Down, Seether, One Minute Silence, Kittie, Endo, Taproot, Disturbed, Crazy Town, Otep, Hoobastank, Suicide Silence, Emmure, Impending Doom, Five Pointe O, Lacuna Coil, Chris Volz, Videodrone, Theory of a Deadman, Thousand Foot Krutch, Avenged Sevenfold, Breaking Benjamin, Bleed the Sky, Papa Roach, Godsmack, Shinedown, Coal Chamber, Three Days Grace, Flymore, Bring Me the Horizon, Trapt, Molotov, Eths parmi tant d'autres,.

## Membres

### Membres actuels
- Jonathan Davis - chant, cornemuse (depuis 1993)
- James « Munky » Shaffer - guitare (depuis 1993)
- Reginald « Fieldy » Arvizu - basse, chœurs (1993-2021, en pause)
- Brian « Head » Welch - guitare, chœurs (1993–2005, depuis 2013)
- Ray Luzier - batterie (depuis 2007)
- Davey Oberlin - claviers, piano (depuis 2017)

### Anciens membres
- David Silveria - batterie, percussions (1993–2006)
- Zac Baird - claviers, piano, chœurs (2006-2016 ; membre additionnel studio et live)
- Shane Gibson - guitare (2008–2010)
- Wesley Geer - guitare (2010–2013)
- Mike Bordin - batterie (2000–2001)
- Rob Patterson - guitare, chœurs (2005–2008)
- Michael Jochum - percussions, batterie (2006–2007)
- Kalen Chase - percussions, chœurs (2006–2008)
- Terry Bozzio - batterie (2007)
- Brooks Wackerman - batterie (2007)
- Clint Lowery - guitare (2007)
- Joey Jordison - batterie (2007)
- Tye Trujillo - basse (2017)

## Discographie

### Albums studio
- 1994 : Korn
- 1996 : Life Is Peachy
- 1998 : Follow the Leader
- 1999 : Issues
- 2002 : Untouchables
- 2003 : Take a Look in the Mirror
- 2005 : See You on the Other Side
- 2007 : Sans Titre
- 2010 : Korn III: Remember Who You Are
- 2011 : The Path of Totality
- 2013 : The Paradigm Shift
- 2016 : The Serenity of Suffering
- 2019 : The Nothing
- 2022 : Requiem

### Albums live
- 2006 : Live and Rare
- 2007 : MTV Unplugged: Korn
- 2012 : Live at the Hollywood Palladium

### Compilations
- 2004 : Greatest Hits Vol.1
- 2006 : Chopped, Screwed, Live and Unglued
- 2009 : CollectEd

## VHS et DVD
- Family Values Tour 1998 (VHS)
- Who Then Now? (VHS)
- Deuce (DVD)
- Korn Live at Hammerstein (DVD)
- Live At CBGB (DVD)
- Live on the Other Side (DVD)
- Interview Untitled Album (DVD)
- Live At Montreux 2004 (DVD)
- Family Values Tour 2006 (DVD)